# Anisostena nunenmacheri
Anisostena nunenmacheri är en skalbaggsart som först beskrevs av Julius Weise 1907.  Anisostena nunenmacheri ingår i släktet Anisostena och familjen bladbaggar. Inga underarter finns listade i Catalogue of Life.